# Сан-Сальваторе-аи-Монти
Церковь Сан-Сальваторе-аи-Монти (итал. Chiesa di San Salvatore ai Monti; церковь Христа Спасителя в Монти) — церковь в Риме.

## История и описание

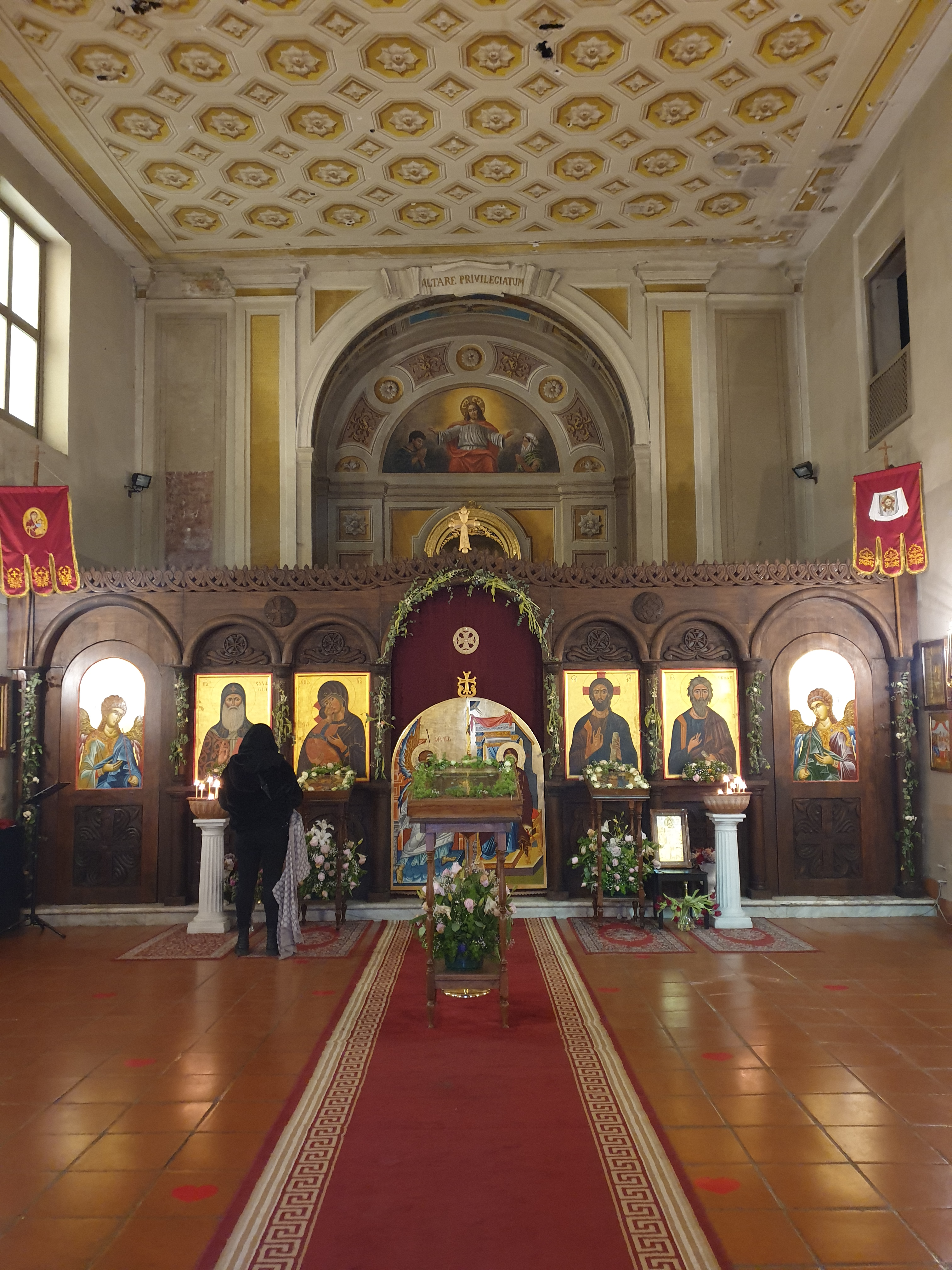
Современный интерьер храма с грузинским православным иконостасом.

Небольших размеров церковь стоит поблизости от средневековой башни Конти, там, где ранее располагался античный квартал Субура (отсюда её второе название: Сан-Сальваторе-ди-Субура). Церковь впервые упоминается в булле Папы Римского Николая IV в 1289 году. Во время разграбления Рима в 1527 году церковь была разграблена и сильно разрушена. Реконструировалась в 1630—35 годах и в 1762 году. Существующее оформление здания церкви и внутри и снаружи преимущественно восходит именно к 1762 году. 
В 2013 году храм был передан грузинской православной общине Рима (приходу Святого апостола Андрея Первозванного) Грузинской православной церкви. После этого в церкви был установлен православный иконостас.